# Herbert Hughes
Pour les articles homonymes, voir Hughes.
Herbert Hughes, né à Belfast le 16 mai 1882 et décédé le 1er mai 1937 à Brighton (Sussex, Angleterre), est un musicien (orgue), compositeur, critique musical et collecteur irlandais de musique irlandaise traditionnelle.

## Biographie
Herbert Hughes vient au monde et grandit à Belfast. Il complète sa formation musicale au Royal College of Music de Londres d'où il sort diplômé en 1901. Il travaille ensuite comme critique musical, et plus particulièrement pour The Daily Telegraph de 1911 à 1932.
D'un caractère ardent et plein d'assurance Herbert Hughes - au-delà du fait qu'à l'âge de quatorze ans, il est l'organiste honoraire de l'église Saint-Pierre, sur Angrim Road - se fait d'abord remarquer par sa capacité à rassembler des airs traditionnels du comté de Donegal et à les retranscrire, dès 1903, avec son frère Fred, F.J. Bigger, et John Campbell. Recherchant et enregistrant des anciennes mélodies dans les vallées isolées, il publie en 1904 Songs of Uladh avec Joseph Campbell, illustré par son frère John, et financé par F.J. Bigger.
Fortement encouragé par F.J. Bigger et en collaboration avec les poètes Joseph Campbell (en), Padraic Colum et William Butler Yeats, il arrange et publie trois chants irlandais dont la renommée demeure toujours vive, My Lagan Love (en), She Moved Through the Fair et Down by the Salley Gardens (en). Il entre en conflit avec Hamilton Harty sur un droit d'auteur concernant My Lagan Love, mais la justice lui donne tort.
Herbert Hughes compose également de la musique de chambre, ainsi que des œuvres pour le théâtre et des films. Partisan du renouveau gaélique, il est l'un des fondateurs, avec le compositeur Charles Wood, de l'Irish Folksong Society en 1904, pour laquelle il collecte des centaines de mélodies traditionnelles.
Il collabore avec John Robert Monsell à l'écriture de chants pour une version musicale de The Rivals de Richard Brinsley Sheridan, produite au Novelty Theatre de Londres en septembre 1935 par Vladimir Rosing (en).
Il a été marié avec Lillian Florence Meacham et Suzanne McKernan, et il est le père de trois enfants. L'un de ses fils, Spike Hughes (en) est un musicien de jazz.
Il meurt à Brighton (Angleterre), à l'âge de cinquante-cinq ans.

## Extraits de son œuvre
- Songs of Uladh (1904) ;
- Irish Country Songs en quatre volumes (1909, 1915, 1934 et 1936) ;
- Historical Songs and Ballads of Ireland (1922).